# Flossenbürg (KL)

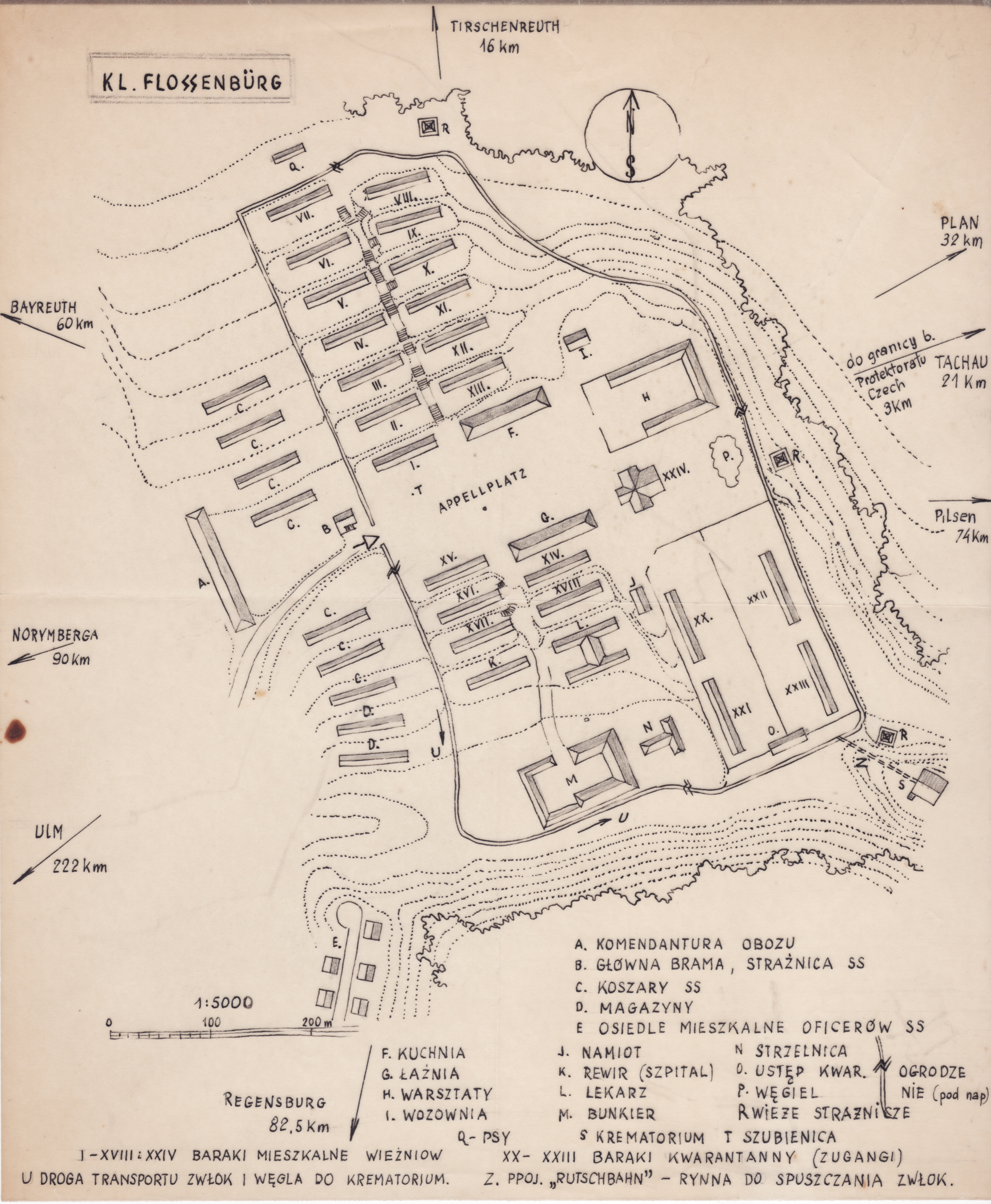
Odręcznie narysowany plan obozu koncentracyjnego we Flossenbürgu autorstwa Stefana Kryszaka – byłego więźnia obozu

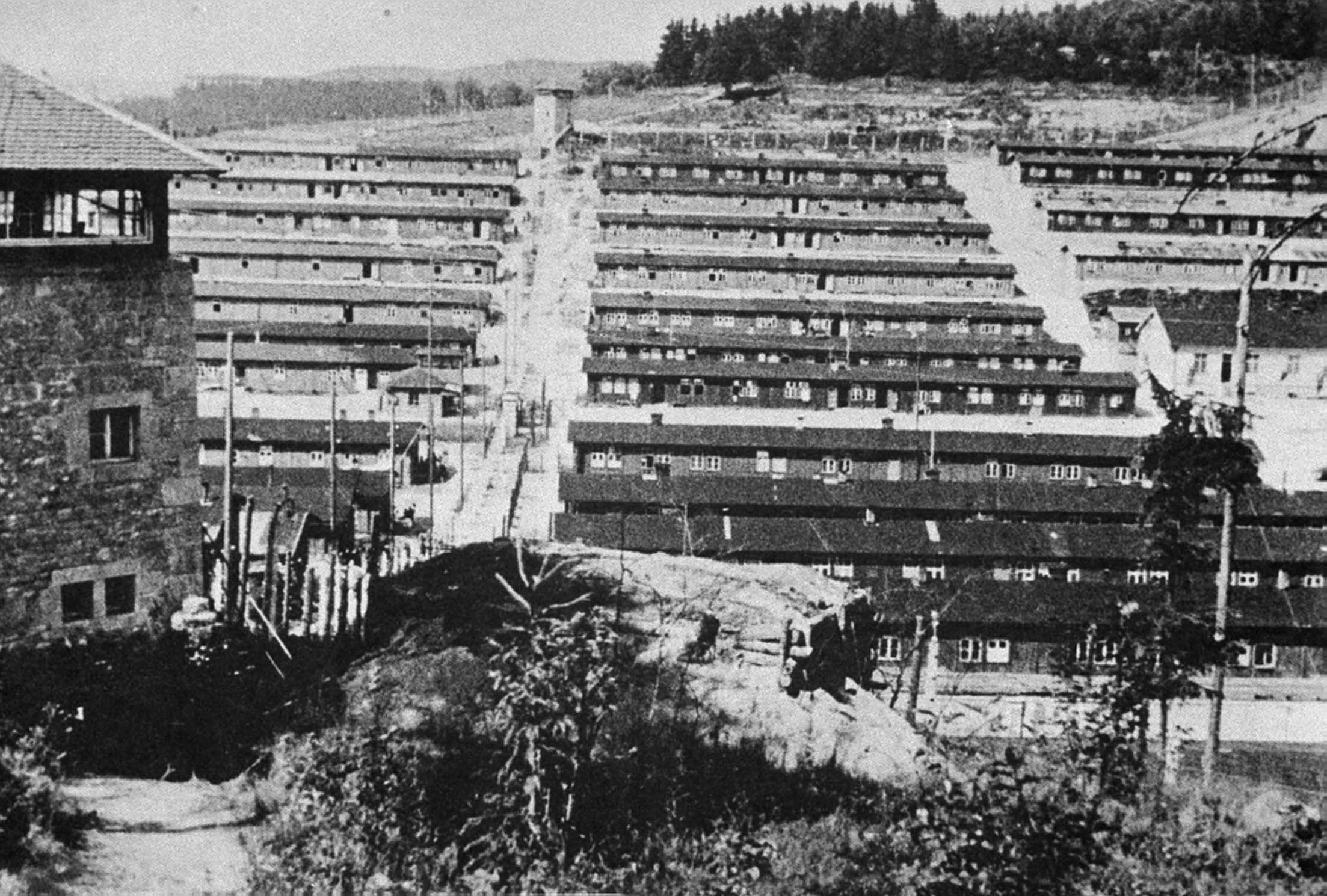

Konzentrationslager Flossenbürg – niemiecki nazistowski obóz koncentracyjny założony w maju 1938, w pobliżu miasta Weiden, w Górnym Palatynacie, w Bawarii, w Niemczech. Funkcjonował do kwietnia 1945.

## Historia obozu
Obóz powstał w chwili, w której planowano już ekspansję III Rzeszy w kierunku Austrii, Kraju Sudetów i Czech. Został założony obok kamieniołomów granitu (Deutsche Erd- und Steinwerke), w których niewolniczo wykorzystywano więźniów.
Komendantami obozu byli kolejno:
- SS-Sturmbannführer Jakob Weiseborn: 4 maja 1938 – 20 stycznia 1939;
- SS-Sturmbannführer Karl Künstler: 20 stycznia 1939 – 10 sierpnia 1942;
- SS-Hauptsturmführer Karl Fritzsch: 10 sierpnia 1942 – 15 września 1942;
- SS-Sturmbannführer Egon Gustav Adolf Zill: 15 września 1942 – 10 maja 1943;
- SS-Sturmbannführer Max Koegel: 10 maja 1943 – 20 kwietnia 1945.

Obóz początkowo składał się z szesnastu drewnianych baraków więźniarskich, kuchni, rewiru itd. Obóz posiadał swoje własne krematorium, tuż koło placu egzekucji.
Począwszy od lat 1943/1944, w związku z wzmożeniem wysiłków wojennych, wiele firm – zwłaszcza o znaczeniu wojskowym przeniosło się w okolice Bawarii i Kraju Sudetów. Wówczas Flossenbürg stał się „obozem macierzystym” dla wielu komand zewnętrznych i podobozów (ok. 60 w samej Bawarii, 43 w Saksonii, 32 w granicach dzisiejszych Czech i jeden na terenie dzisiejszej Polski). Podobozy te odegrały wielką rolę w niemieckim przemyśle wojennym. Więźniowie pracowali dla większości wielkich niemieckich koncernów wspierających wysiłek wojenny III Rzeszy.
9 kwietnia 1945 roku, na dwa tygodnie przed wyzwoleniem zamordowano w obozie członków niemieckiej opozycji antyhitlerowskiej, związanych z zamachem na A. Hitlera z dnia 20 lipca 1944: stracono m.in. Wilhelma Canarisa, Hansa Ostera i Dietricha Bonhoeffera.
20 kwietnia SS zarządziło ewakuację obozu „Marszami Śmierci”. 22 tys. więźniów wymaszerowało w kierunku KL Dachau. Przynajmniej 7 tys. zginęło przed dotarciem do tego obozu. Flossenbürg został wyzwolony 23 kwietnia 1945 przez wojsko amerykańskie. Wówczas w obozie przebywało ok. 1600 najbardziej wycieńczonych więźniów.

## Więźniowie i ofiary
Pierwszymi więźniami byli niemieccy prześladowani wówczas homoseksualiści oraz kryminaliści. Następnie przeniesiono tu ok. tysiąca więźniów z KL Dachau oraz wielu Polaków, członków ruchu oporu. Regularnie urządzano masowe egzekucje w pobliskiej strzelnicy. Egzekucje dotyczyły także wielu sowieckich jeńców wojennych. Większość więźniów pochodziła z Europy Środkowo-Wschodniej.
Radzieccy jeńcy wojenni zorganizowali powstanie w jednym z podobozów Flossenbürga: Mülsen Saint Micheln. Żadnemu więźniowi nie udało się wówczas zbiec.
96 tys. więźniów przeszło przez Flossenbürg, z czego ok. 6 tys. w obozie macierzystym. Około 30 tys. w nim zginęło. Spotyka się i ponad dwukrotnie większe szacunki. Według naocznego świadka, więźnia obozu Pawła Wosia mogło zginąć 77 tys. ludzi, w tym:
- 28 tys. jeńców sowieckich
- 17 tys. Polaków
- 3200 Francuzów
- 3200 Czechów
- 3100 Żydów
- 2 Amerykanów – pilotów zestrzelonych podczas powstania warszawskiego
- nieznana liczba Serbów
- nieznana liczba Estończyków
- nieznana liczba Chorwatów
- nieznana liczba Włochów
- nieznana liczba Niemców (w tym przeciwnicy Hitlera, np. Wilhelm Canaris czy Dietrich Bonhoeffer)

## Dzieje powojenne
Po wojnie, przez prawie rok zabudowania obozu służyły Amerykanom za miejsce internowania więźniów nazistowskich. Następnie również jako obóz przejściowy dla osób, wracających w swoje strony. W XXI w. funkcjonuje jako miejsce pamięci.